# Kenny Ortega
Kenneth John Ortega (Palo Alto,  18 de abril de 1950) es un productor, director y coreógrafo estadounidense ganador de un premio Emmy. 

## Biografía
Ortega nació en Palo Alto, California el 18 de abril del 1950.Es hijo de Madeline, una camarera, y Octavio "Tibby" Ortega, un trabajador industrial. Sus abuelos paternos emigraron de España a Estados Unidos. Fue animador en el instituto Sequoia High School, en Redwood City. Su interés en baile y música le consiguió becas a academias de arte.
Se dio a conocer cuando trabajó con Gene Kelly y con Olivia Newton-John en el filme Xanadu y encontró su propia fama con la exitosa película de 1987 Dirty Dancing. Además ha ganado premios por la coreografía en vídeos musicales, como Like a Virgin o Material Girl, ambos de Madonna y I Found Someone de Cher.
También ha colaborado en la realización de conciertos o giras, como con Neil Diamond en su concierto de 1988, Greatest Hits Live Concert y como colaborador habitual de Michael Jackson, trabajando en Dangerous World Tour y en HIStory World Tour, y del que hubiera sido el último tour de Jackson, This Is It.
También ha diseñado las coreografías de grandes eventos, como el Super Bowl XXX, la 72.º Entrega de los Premios Oscar y múltiples ceremonias de apertura de los Juegos Olímpicos.
Ha trabajado en la realización de videoclips musicales como "My Kind of Lady" del grupo " Supertramp" en 1982.
Además de la coreografía, Ortega ha sido director de películas como Hocus Pocus, High School Musical, Newsies, y Descendants y ha dirigido series de televisión como Las chicas Gilmore, Chicago Hope, Ally McBeal o Grounded for Life, también firmó contrato con Netflix para la serie "Julie and the Phantoms"
Ha trabajado, entre otros, con artistas como Madonna, Cher, Gloria Estefan o Michael Jackson. Tiene ascendencia española pues sus abuelos fueron inmigrantes españoles que se trasladaron a Estados Unidos en los años 20.
Tiene una hija llamada Ana Heather Ortega, nacida en España en 1999.

## Filmografía
Durante su carrera ha sido reconocido por dirigir diversas películas y series televisivas. Además se ha desempeñado como productor y coreógrafo de reconocidos proyectos.

### Comodirector
1. Newsies (1992)
2. Hocus Pocus (1993)
3. The Cheetah Girls 2 (2006)
4. High School Musical (2006)
5. High School Musical 2 (2007)
6. High School Musical 3: Senior Year (2008)
7. Michael Jackson's This is it (2009)
8. What a Girl Wants (2011)
9. Descendants (2015)
10. The Rocky Horror Picture Show: Let's Do the Time Warp Again (2016)
11. Descendants 2 (2017)
12. Descendants 3 (2019)
13. Julie and the Phantoms (2020)

### Comocoreógrafo
1. Ferris Bueller's Day Off (1986)
2. Dirty Dancing (1987)
3. Salsa (1988)
4. Newsies (1992)
5. Dangerous World Tour (1992)
6. Hocus Pocus (1993)
7. HIStory World Tour (1996)
8. The Cheetah Girls 2 (2006) (como co-coreógrafo)
9. High School Musical (2006)
10. The Boy from Oz (2006)
11. High School Musical 2 (2007)
12. Hannah Montana & Miley Cyrus: Best of Both Worlds Concert (2007-2008)
13. High School Musical 3 (2008)
14. Michael Jackson's This is it (2009)
15. Descendants (2015)
16. The Rocky Horror Picture Show: Let's Do the Time Warp Again (2016)
17. Descendants 2 (2017)
18. Descendants 3 (2019)

### Director de series televisivas
Fue director de los siguientes capítulos de la serie Las chicas Gilmore:
- "They Shoot Gilmores, Don't They?" (12 de noviembre de 2002) - director
- "A Deep Fried Korean Thanksgiving" (26 de noviembre de 2002) - director
- "Face-Off" (18 de febrero de 2003) - director (como Kenneth Ortega)
- "A Family Matter" (3 de febrero de 2004) - director (como Kenneth Ortega)
- "Written in the Stars" (5 de octubre de 2004) - director (como Kenneth Ortega)
- "You Jump, I Jump, Jack" (2 de noviembre de 2004) - director (como Kenneth Ortega)
- "Emily Says Hello" (16 de noviembre de 2004) - director (como Kenneth Ortega)
- "Come Home" (1 de febrero de 2005) - director (como Kenneth Ortega)
- "Let Me Hear Your Balalaikas Ringing Out" (8 de noviembre de 2005) - director
- "He's Slippin' 'Em Bread... Dig?" (22 de noviembre de 2005) - director
- "Friday Night's Alright for Fighting" (31 de enero de 2006) - director (como Kenneth Ortega)